# Eremiaphila brunneri
Eremiaphila brunneri es una especie de mantis de la familia Eremiaphilidae.

## Distribución geográfica
Se encuentra en Israel.